# Clavagnostidae
A Clavagnostidae a háromkaréjú ősrákok (Trilobita) osztályának az Agnostida rendjéhez, ezen belül az Agnostina alrendjéhez tartozó család.

## Rendszerezés
A családba az alábbi alcsaládok és nemek tartoznak:
- Aspidagnostinae Pokrovskaya, 1960
  - Aspidagnostus
  - Triadaspis
- Clavagnostinae Howell, 1937
  - Clavagnostus
  - Utagnostus